# Лукас Кавалліні
Лукас Кавалліні (англ. Lucas Cavallini, нар. 28 грудня 1992, Торонто) — канадський футболіст, нападник клубу «Ванкувер Вайткепс» та національної збірної Канади.

## Клубна кар'єра
Народився 28 грудня 1992 року в місті Торонто в родині аргентинця і канадки. Його батько приїхав в Канаду у віці чотирнадцяти років і підтримував контакт з латиноамериканським співтовариством, тому Лукас почав грати в футбол в Канаді в дитячій поля футбольного клубу під назвою «Уругвай», де перебував протягом трьох років. Звідти він пішов грати інші місцеві кклуби Торонто. У 16 років він перебрався до Уругваю через своє бажання грати в професійний футбол в Південній Америці, особливо в Аргентині. 
Тим не менше Кавалліні залишився в Уругваї, ставши у 18 років гравцем молодіжної команди столичного «Насьйоналя». У складі цієї команди Лукас став чвертьфіналістом  молодіжного (U-20) Кубка Лібертадорес 2011 року і завдяки вдалій грі на початку 2012 року підписав з клубом перший професійний контракт.
У липні 2012 році для отримання ігрової практики Лукас на правах оренди перейшов в «Хувентуд». 25 серпня в матчі проти столичного «Рівер Плейта» він дебютував у уругвайській Прімері. 2 вересня в поєдинку проти «Сентраль Еспаньйола» Кавалліні забив свій перший гол за «Хувентуд». Крім цього цей гол став історичним першим голом представника Канади у вищому дивізіоні Уругваю. Всього у своєму дебютному сезоні він забив 10 м'ячів, ставши одним з найкращих бомбардирів команди. 
Після закінчення оренди Лукас повернувся в «Насьйональ». 24 серпня в матчі проти «Рентістаса» він дебютував за основний склад.
На початку 2014 року Кавалліні на правах оренди перейшов в столичний «Фенікс». 2 лютого в матчі проти «Ель Танке Сіслей» він дебютував за новий клуб. Через тиждень у поєдинку проти «Суд Америка» Лукас забив свій перший гол за «Фенікс». По закінченні оренди клуб викупив трансфер футболіста.
На початку 2017 року Кавалліні перейшов в «Пеньяроль». 11 лютого в матчі проти столичного «Ліверпуля» він дебютував за новий клуб. 25 лютого в поєдинку проти «Монтевідео Вондерерз» Лукас забив свій перший гол за «Пеньяроль». Наразі встиг відіграти за команду з Монтевідео 16 матчів в національному чемпіонаті.

## Виступи за збірні
2011 року у складі молодіжної збірної Канади виступав на молодіжному кубку КОНКАКАФ у Гватемалі. На турнірі він зіграв у матчах проти команд Гваделупи, Коста-Рики та Мексики. У поєдинку проти гваделупців Лукас забив гол, ставши  командою чвертьфіналістом турніру.
6 серпня 2012 року дебютував в офіційних матчах у складі національної збірної Канади в товариському матчі проти збірної Тринідаду і Тобаго. 
У складі збірної був учасником розіграшу Золотого кубка КОНКАКАФ 2017 року у США.
Наразі провів у формі головної команди країни 32 матчі, забив 15 голів.